# Kogula (Lääne-Saare)
Kogula − wieś w Estonii, w prowincji Sarema, w gminie Lääne-Saare.